# Килмор-Уэст
Килмор-Уэст (англ. Kilmore West; ирл. An Choill Mhór Thiar, «большой лес, запад») — городской район Дублина в Ирландии, находится в административном графстве Дублин (провинция Ленстер).